# Vesper
Vesper (latin = "aften") er bøn i den katolske kirke ved solnedgang, svarende til det daglige aftenoffer hos jøderne. Sædvanligvis er vesper, i hvert fald på søn- og helligdage, føjet ind i gudstjenesten og omfatter da ikke alene bøn men også skriftlæsning og hymner. Udtrykket er også brugt i nogle protestantiske trosretninger (såsom i den presbyterianske kirke eller Syvende Dags Adventistkirken) hvor det beskriver aftentjenester. 